# Letiště Marchanice
Letiště Marchanice je přírodní památka v okrese Vyškov v katastrálním území města Vyškov a obce Pustiměřské Prusy v Jihomoravském kraji v bezprostřední blízkosti dálnice D46. Spravuje ji Agentura ochrany přírody a krajiny ČR. Území je zařazeno mezi evropsky významné lokality Natura 2000.

## Předmět ochrany
Důvodem ochrany je lokalita s výskytem sysla obecného (Spermophilus citellus).